# Lizzi Natzler
Lizzi Natzler (Geburtsname: Alice Maria Natzler; * 7. September 1909 in Wien, Österreich-Ungarn; † 26. Januar 1993 in Los Angeles) war eine österreichische Schauspielerin und Sängerin.

## Leben
Alice Maria Natzler entstammte einer alten Theaterfamilie. Sie war die Tochter des Schauspielers und Sängers Leopold Natzler und jüngere Schwester der Schauspielerin Grete Natzler sowie die Cousine des Schauspielers Alfred Reginald Natzler, genannt Reggie Nalder. Lizzi Natzler begann ihre künstlerische Laufbahn 1927 in ihrer Heimatstadt Wien. Von Anbeginn wirkte sie sowohl am Theater als auch im Film. Meist wurde sie auf der Leinwand als nettes Mädchen von nebenan in romantischen Komödien und Alltagsgeschichten besetzt, kam jedoch nie über Nebenrollen hinaus. 1930 übersiedelte die Künstlerin nach Deutschland. Am Hamburger Operettenhaus erhielt sie ein Engagement als Sängerin, trat aber zeitgleich auch am Neuen Operettentheater in Leipzig auf. 1931 kam sie nach Berlin und spielte unter anderem an den Meinhard-Bernauer-Bühnen. Auch in der deutschen Hauptstadt erhielt Lizzi Natzler einige wenige Filmrollen. 
Infolge der nationalsozialistischen Machtergreifung kehrte die Jüdin 1933 vorübergehend nach Wien zurück. Nach einer kleinen Rolle in einem Joseph Schmidt-Film blieb Lizzi Natzler weitgehend beschäftigungslos. Zusammen mit ihrer jüngeren Schwester Hertha und beider Mutter Emilie Natzler emigrierte sie im August 1937 in die USA. Dort heiratete sie den amerikanischen Staatsbürger Manuel Tortosa und lebte bis zu ihrem Tod 1993 als Litzie M. Tortosa in Los Angeles. Vor die Kamera kehrte die frühere Schauspielerin nicht mehr zurück.

## Filmografie
- 1928: Kaiserjäger
- 1928: Die Lamplgasse
- 1929: Wem gehört meine Frau?
- 1929: Champagner
- 1929: Der Dieb im Schlafcoupé
- 1929: Eros in Ketten
- 1929: Unschuld (Die kleine Veronika)
- 1931: Die spanische Fliege
- 1932: Der tolle Bomberg
- 1932: Es war einmal ein Walzer
- 1936: Heut’ ist der schönste Tag in meinem Leben